# Allium texanum
Allium texanum är en amaryllisväxtart som beskrevs av Thaddeus Monroe Howard. Allium texanum ingår i släktet lökar, och familjen amaryllisväxter. Inga underarter finns listade i Catalogue of Life.